# Compsomyces lestevae
Compsomyces lestevae Thaxt. – gatunek grzybów z rzędu owadorostowców (Laboulbeniales). Grzyby mikroskopijne, pasożyty owadów (grzyby entomopatogeniczne).

## Systematyka
Pozycja w klasyfikacji według Index Fungorum: Compsomyces, Laboulbeniaceae, Laboulbeniales, Laboulbeniomycetidae, Laboulbeniomycetes, Pezizomycotina, Ascomycota, Fungi.
Gatunek ten opisał w 1900 r. Roland Thaxter na owadzie Lesteva sicula w Anglii.

## Charakterystyka
Jest pasożytem zewnętrznym. W Polsce Tomasz Majewski opisał jego występowanie na chrząszczu Lesteva pubescens z rodziny kusakowatych (Staphylinidae).